# Jantra (rivier)
De Jantra (Bulgaars: Янтра) is een 285 km lange rechterzijrivier van de Donau. Het is na de Iskar en de Osam de op twee na langste rivier die in Bulgarije in de Donau uitmondt. Het stroomgebied bedraagt 7.862 km².
De Jantra ontspringt op 1.340 m hoogte in het midden van het Balkangebergte, dat plaatselijk Stara Planina wordt genoemd. Tijdens haar bovenloop wordt ze ook vaak met haar oudere naam Etar (Етър) aangeduid.
Opmerkelijk zijn de vele kloven die gevormd worden door de rivier tijdens de doortocht door de uitlopers van het Balkangebergte. De grootste ligt bij Veliko Tarnovo en is zeven km lang, hoewel eigenlijk tweemaal zo lang door de vele bochten.
Belangrijke steden aan de loop van de Jantra zijn Gabrovo, Veliko Tarnovo, Gorna Orjachovitsa, Polski Trambesj, en Bjala, waar dichtbij de bekende Belenskibrug ligt. Bij Svisjtov mondt de rivier in de Donau uit.